# De heligas gemenskap
De heligas gemenskap (latin: commūniō sānctōrum, klassisk grekiska: κοινωνίᾱ τῶν ἁγῐ́ων, koinōníā tôn hagíōn, eller Κοινωνίᾱ τῶν Ἁγῐ́ων, Koinōníā tôn Hagíōn) betecknar en romersk-katolsk och ortodox lära som följer av läran om kyrkan som ett inlemmande av varje enskild kristen i Kristi mystiska kropp: de troende hör samman oavsett tid och rum; de utgör på ett sätt en enda organism. Därmed står de nu levande i förbindelse med tidigare generationers kristna och kan såväl be om deras förbön som är i himmelen som be för dem av de avlidna som ännu befinner sig i skärselden.
| ”                       | Alla som tillhör Kristus har hans Ande, växer samman till en kyrka och är förbundna med varandra i honom. | „ |
| – Lumen Gentium, n. 49. | |   |